# Hoplocorypha perplexa
Hoplocorypha perplexa es una especie de mantis de la familia Thespidae.

## Distribución geográfica
Se encuentra en Angola, Namibia, Tanzania, Zimbabue y río Congo.